# Шелемзар
Шелемза́р (перс. شلمزار‎) — небольшой исторический город на юго-западе Ирана, в провинции Чехармехаль и Бахтиария. Входит в состав шахрестана  Шехре-Корд.
На 2006 год население составляло 7 003 человека .
Альтернативное название: Шаламзар.

## География
Город находится в центральной части Чехармехаля и Бахтиарии, в горной местности центрального Загроса, на высоте 2 034 метров над уровнем моря.
Шелемзар расположен на расстоянии приблизительно 25 километров к югу от Шехре-Корда, административного центра провинции и на расстоянии 395 километров к юго-западу от Тегерана, столицы страны.